# Berod bei Wallmerod

Kulturdenkmäler
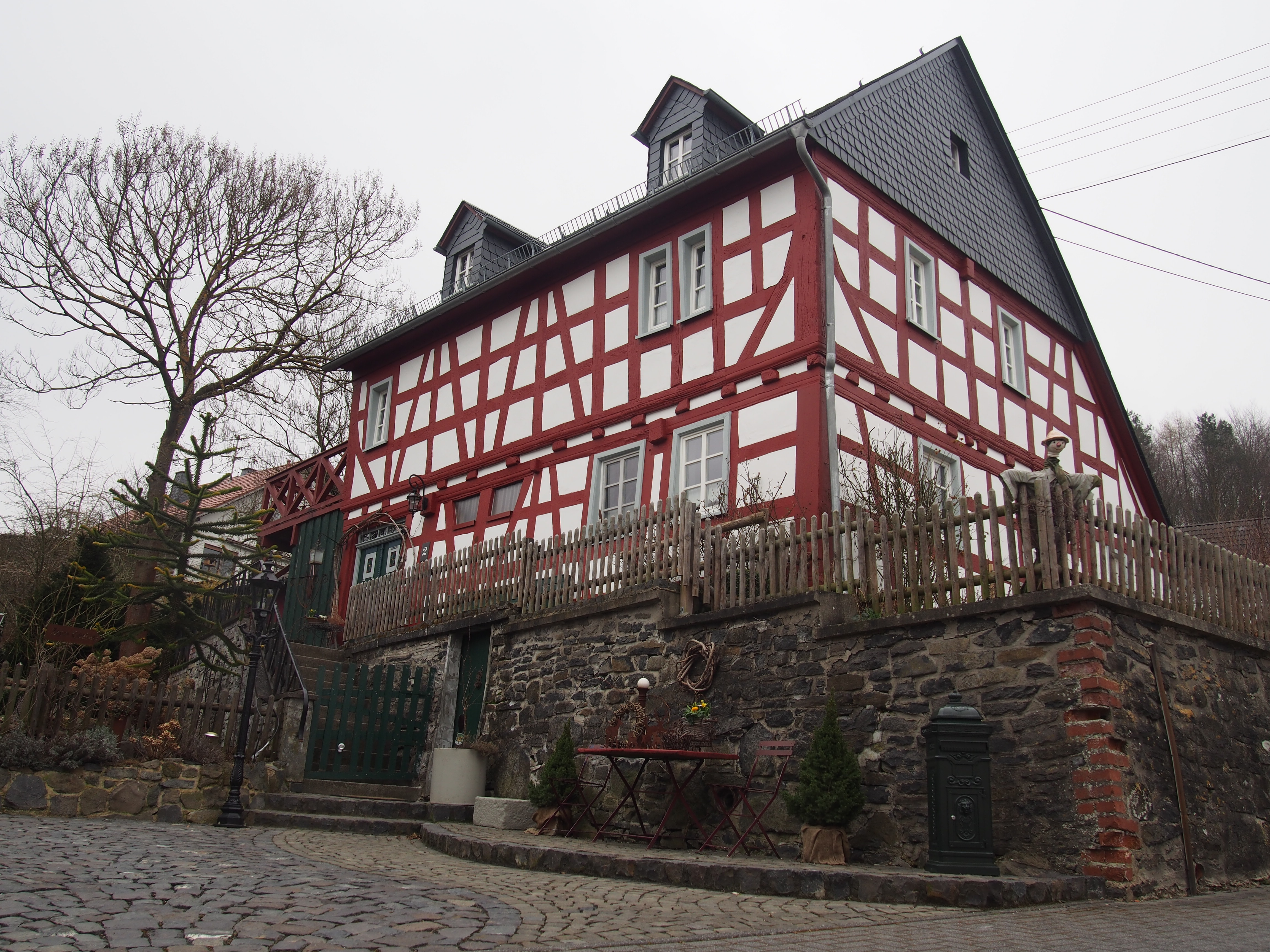
Fachwerkhaus (um 1700 erbaut)
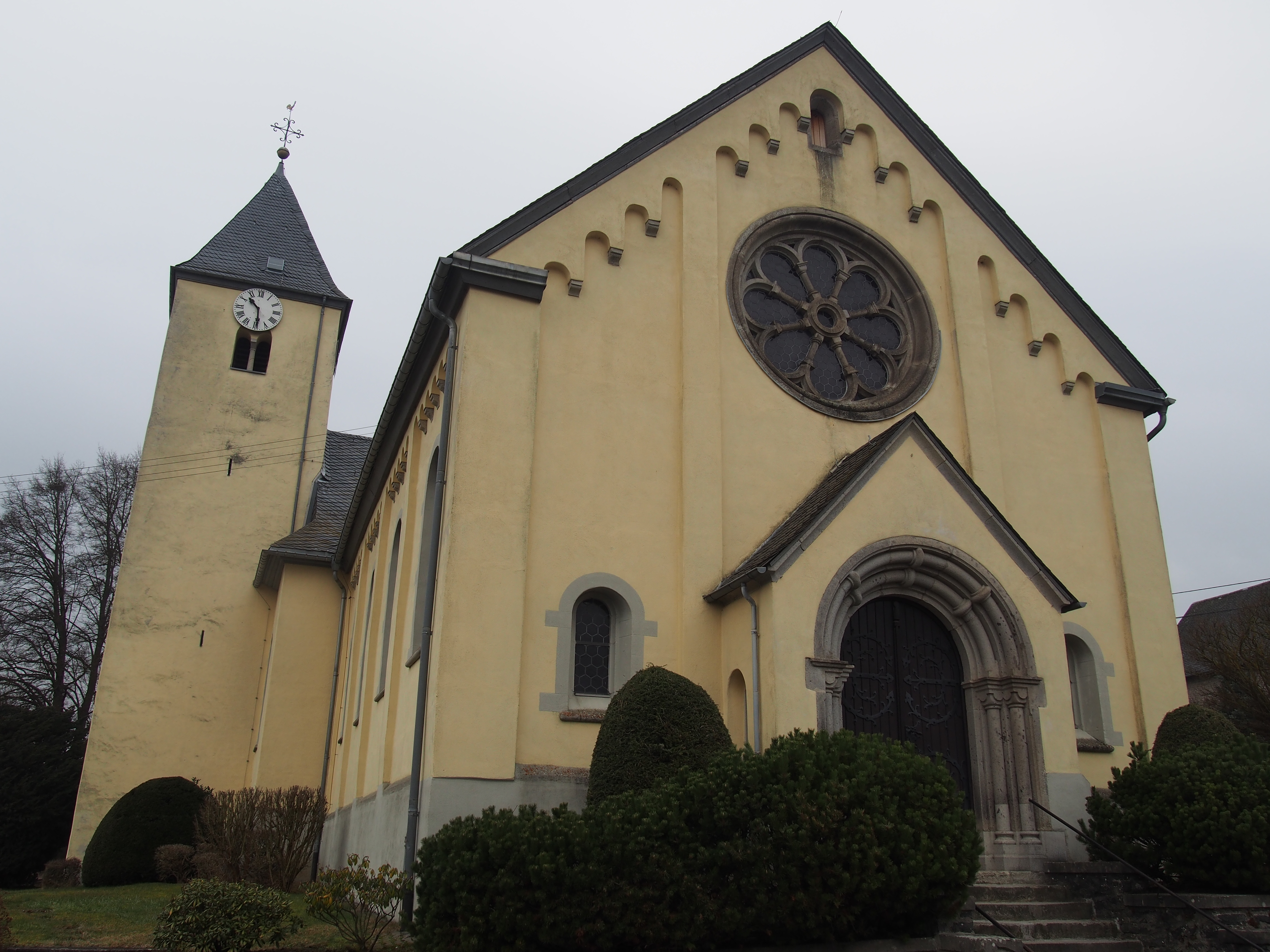
Kirche (Teile zwischen 1150 und 1200 erbaut) mit romanischem Westturm
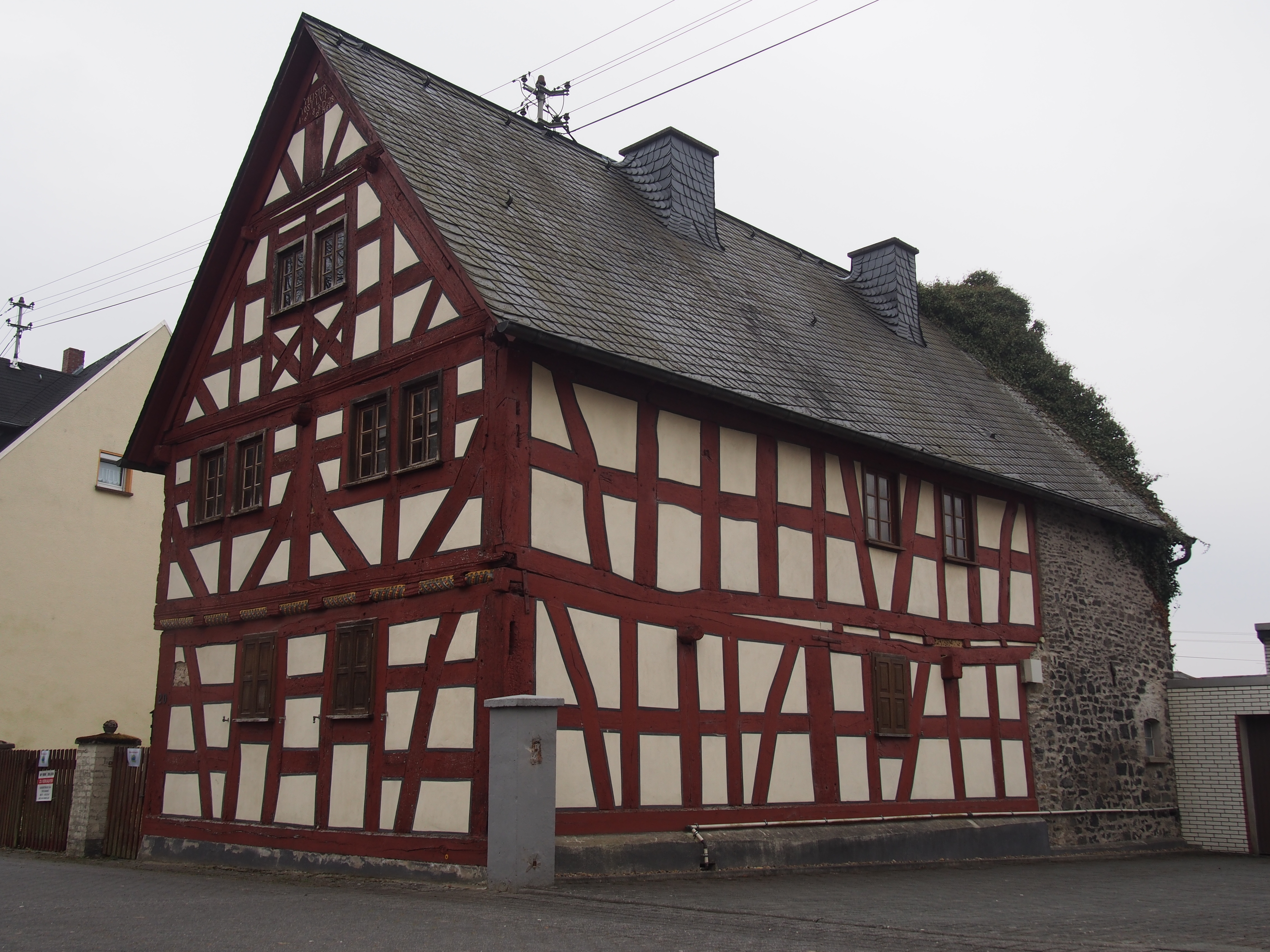
Fachwerkhaus wurde 1688 zuerst bezeichnet

Berod bei Wallmerod ist eine Ortsgemeinde im Westerwaldkreis in Rheinland-Pfalz. Sie gehört der Verbandsgemeinde Wallmerod an.

## Geographie
Die Gemeinde liegt im Westerwald zwischen Montabaur und Wetzlar. Unmittelbar östlich des Ortes fließt von Nord nach Süd der Eisenbach. Zu Berod bei Wallmerod gehören auch die Wohnplätze Bruchhäusermühle und Dammsmühle.

## Geschichte
Berod wurde um 1292 als Berrinrode erstmals urkundlich in einem Nekrologium des Chorherrenstifts Dietkirchen erwähnt. Die Wortendung -rode bezieht sich hierbei auf die mittelalterlichen Waldrodungen zur Gewinnung von Acker- und Weideland zwischen 800 und 1200. Die erste Kapelle in Berod muss bereits zwischen 1150 und 1200 erbaut worden sein. Der Westturm der heutigen Kirche und Teile der heutigen Sakristei waren bereits Teil dieses Gebäudes. Die erste schriftliche Erwähnung der Kirche erfolgte aber 1525. Die Kapelle und der Ort gehörten im Mittelalter zum Kirchspiel Hundsangen. 1729 wurde die Kapelle vergrößert und erhielt eine barocke Ausstattung. Im Jahr 1900 wurde die Kirche erneut umgebaut und erhielt eine Nord-Süd-Richtung unter Beibehaltung des ehemaligen barocken Chorraumes. Das heutige Querhaus mit dem ehemaligen barocken Hauptaltar (im jetzigen Seitenchor) entspricht der ursprünglichen Ausrichtung der Kapelle in östliche Richtung.
1762 wurde Berod zusammen mit Wallmerod und einem Teil von Ruppach vom Trierer Erzbischof Johann Philipp von Walderdorff zur Pfarrei erhoben. 1789 wurde der Teil von Ruppach durch Zehnhausen ersetzt. 1963 wurde Wallmerod zu einer eigenen Kirchengemeinde, verblieb jedoch innerhalb der Pfarrei Berod. 1976 kam Molsberg zur Kirchengemeinde Wallmerod und damit zur Pfarrei Berod hinzu. Am 1. Januar 2016 ging die Pfarrei St. Ägidius Berod nach 254 Jahren ihres Bestehens in der neu gegründeten Großpfarrei St. Laurentius Nentershausen auf.
Eine niederadlige Familie, die sich nach Berod nannte, ist von 1357 bis 1494 greifbar.
Die Dammsmühle bei Berod wird 1574 erstmals erwähnt, von 1653 bis 1788 zudem eine Ölmühle.
Bevölkerungsentwicklung
Die Entwicklung der Einwohnerzahl von Berod, die Werte von 1871 bis 1987 beruhen auf Volkszählungen:
| Jahr | Einwohner |
| ---- | --------- |
| 1815 | 276       |
| 1835 | 326       |
| 1871 | 312       |
| 1905 | 304       |
| 1939 | 341       |
| 1950 | 365       |
| 1961 | 360       |

| Jahr | Einwohner |
| ---- | --------- |
| 1970 | 410       |
| 1987 | 440       |
| 1997 | 501       |
| 2005 | 560       |
| 2011 | 551       |
| 2017 | 550       |
| 2023 | 551       |

## Politik

### Bürgermeister
Collin Schmidt wurde am 21. Juni 2019 Ortsbürgermeister von Berod. Bei der Direktwahl am 26. Mai 2019 war er mit einem Stimmenanteil von 90,44 % für fünf Jahre gewählt worden. Bei der Direktwahl am 9. Juni 2024 wurde Schmidt ohne Gegenkandidaten mit 92,9 % der Stimmen erneut in seinem Amt bestätigt.
Schmidts Vorgänger Berthold Schönberg hatte das Amt 15 Jahre ausgeübt.

### Wappen
| Wappen von Berod bei Wallmerod | Blasonierung: „Gespalten durch eine rot-silberne Doppelflanke und geteilt im Wellenschnitt ein spitzbedachter, kreuzbesteckter, schwarzgefugter Kirchturm mit silbernem Fenster, erhöht um ein im Rundbogen gefasstes, silbernes Doppelfenster, vorne eine Rodehacke, hinten ein Tongräberspaten, alles in verwechselten Farben.“ |
| Wappen von Berod bei Wallmerod | |

## Verkehr
- In unmittelbarer Nähe des Ortes verläuft die B 8, die Altenkirchen (Westerwald) und Limburg an der Lahn verbindet.
- Die nächste Autobahnanschlussstelle ist Diez an der A 3 Köln–Frankfurt am Main, etwa zehn Kilometer entfernt.
- Der nächstgelegene ICE-Halt ist der Bahnhof Montabaur an der Schnellfahrstrecke Köln–Rhein/Main.

## Persönlichkeiten
- Johann Böhmer (1822–1892), Lehrer und Mitglied des Provinziallandtages der Provinz Hessen-Nassau